# Мавзолей Бібі Джавінді
Гробниця Бібі Джавінді (урду مقبرہ بی بی جیوندی) — мавзолей і одна з п'яти пам'яток Уча (Пенджаб), включених до розглядового списку об'єктів всесвітньої спадщини ЮНЕСКО. ЇЇ зведення датується XV століттям. Гробниця була побудована в дусі ідей суфійського тариката Сухравардія, суворої гегемонічної сунітської школи теософської думки, яка робить особливий акцент на шафіїтській школі класичної юриспруденції в контексті її інтерпретації шаріату. Бібі Джавінді була правнучкою Джаханіяна Джахангашта, відомого суфійського святого.

## Розташування
Гробниця Бібі Джавінді знаходиться в південно-західній частині Уча, історичного міста, заснованого Александром Македонським, в окрузі Бахавалпур пакистанської провінції Пенджаб. Місто має важливе культурне значення через розташування цінних святинь на його території.

## Архітектура
Мавзолей, будучи одним з найбільш пишних пам'ятників в Учі, користується великою популярністю серед туристів. Зовнішня частина будівлі має восьмикутну форму і складається з трьох ярусів, найвищий підтримує купол. Через товсті кутові стіни, що піднімаються на два поверхи, внутрішня частина гробниці має круглу форму. Як всередині, так і зовні будівля багато оздоблена ісламськими священними писаннями, різьбленим деревом, а також яскравими синіми і білими мозаїчними плитками (фаянсом). Основа підтримується вісьмома вежами в кожному кутку, що поступово звужуються. Територія комплексу гробниці, зберегла свій первісний пустельний вигляд і переважно заповнена цементованими могилами. Околиці комплексу покриті зеленою рослинністю завдяки мережі річкових приток і каналів, що перетинають цей район.

## Об'єкт всесвітньої спадщини
Гробниця Бібі Джавінді була представлена Департаментом археології і музеїв Пакистана в січні 2004 року для включення її в список об'єктів всесвітньої спадщини нарівні з чотирма іншими пам'ятками цього регіону: усипальнею Бахаал-Халіма, гробницею Устіда (архітектора), усипальницею Джалалуддіна Бухарі і мечеттю Джалалуддіна Бухарі. Список був представлений відповідно до критеріїв ii, iv та vi в категорії «Культура». Станом на 2020 рік він все ще знаходиться в розглядовому списку.

## Збереження

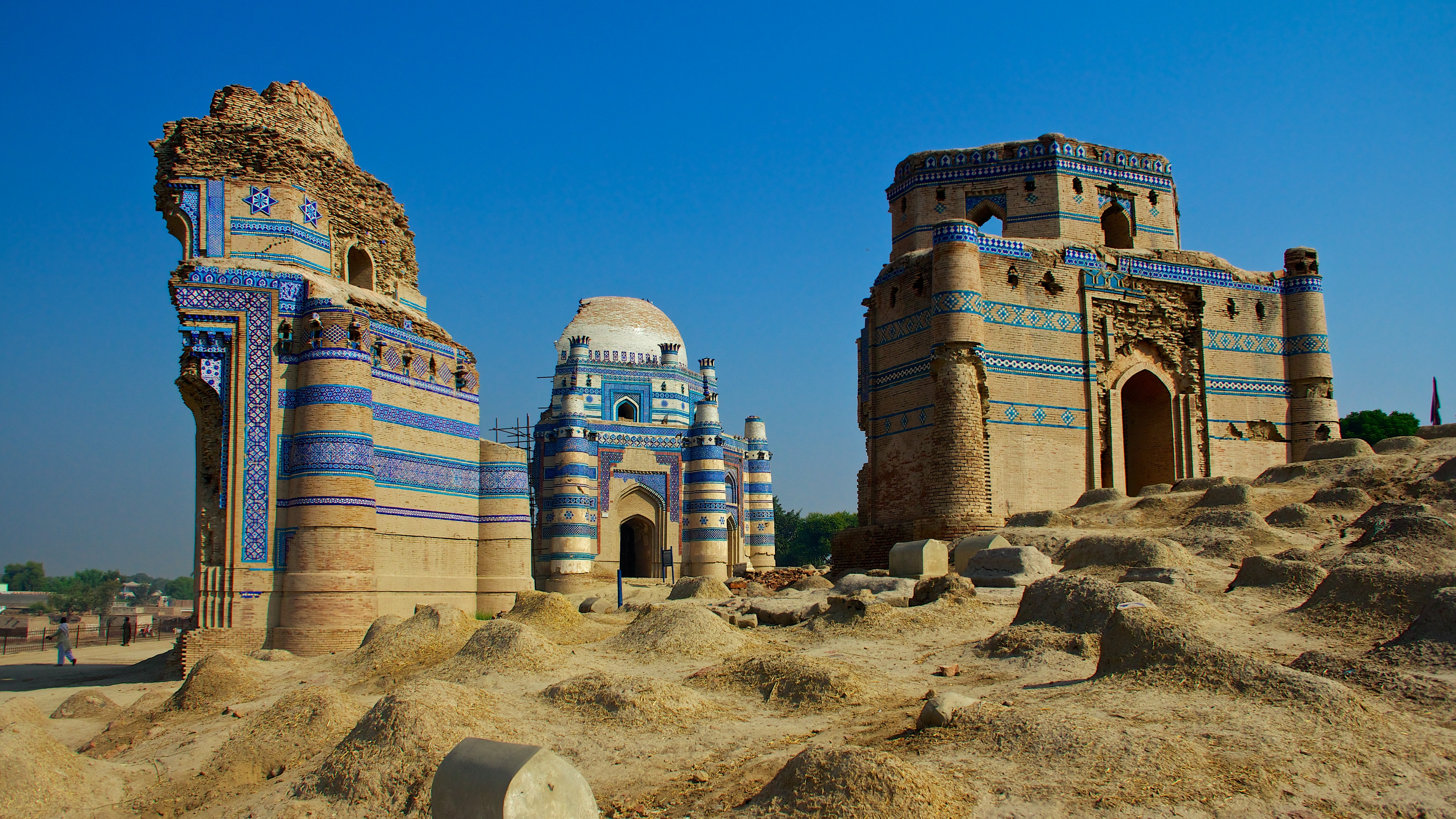
Демонстрація пошкодження гробниці

Протягом століть гробниця поступово руйнувалася під впливом місцевих природніх умов, а під час зливових повеней 1817 року половина споруди і зовсім була змита. Сьогодні збереглася лише половина від початкової будови. У 1999 році Центр охорони природи і відновлення Пакистана запросив міжнародні організації та міських чиновників для проведення робіт задля збереженням цієї пам'ятки. Однак через вологість, просочування солей і ерозії процес руйнування пам'яток комплексу все ще триває. Невдалі спроби його ремонту завдали додаткової шкоди гробниці Бібі Джавінді. Всесвітній фонд пам'ятників включав цю споруду в свій список пам'ятників, що знаходяться під загрозою, в 1998, 2000 і 2002 роках, щоб привернути до нього міжнародну увагу, і отримав гранти на його збереження.

## Галерея

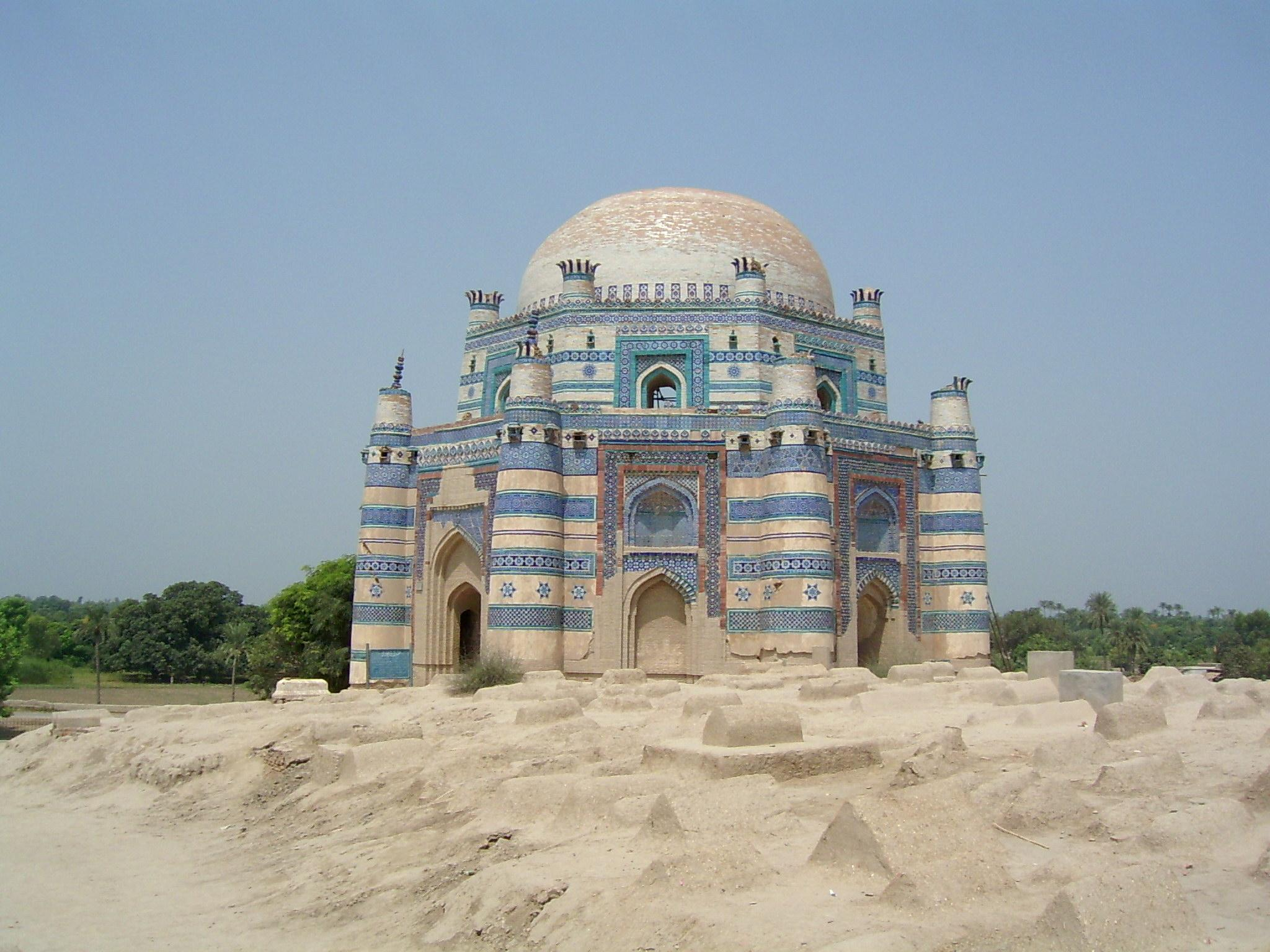
Вид на могили на території комплексу гробниці
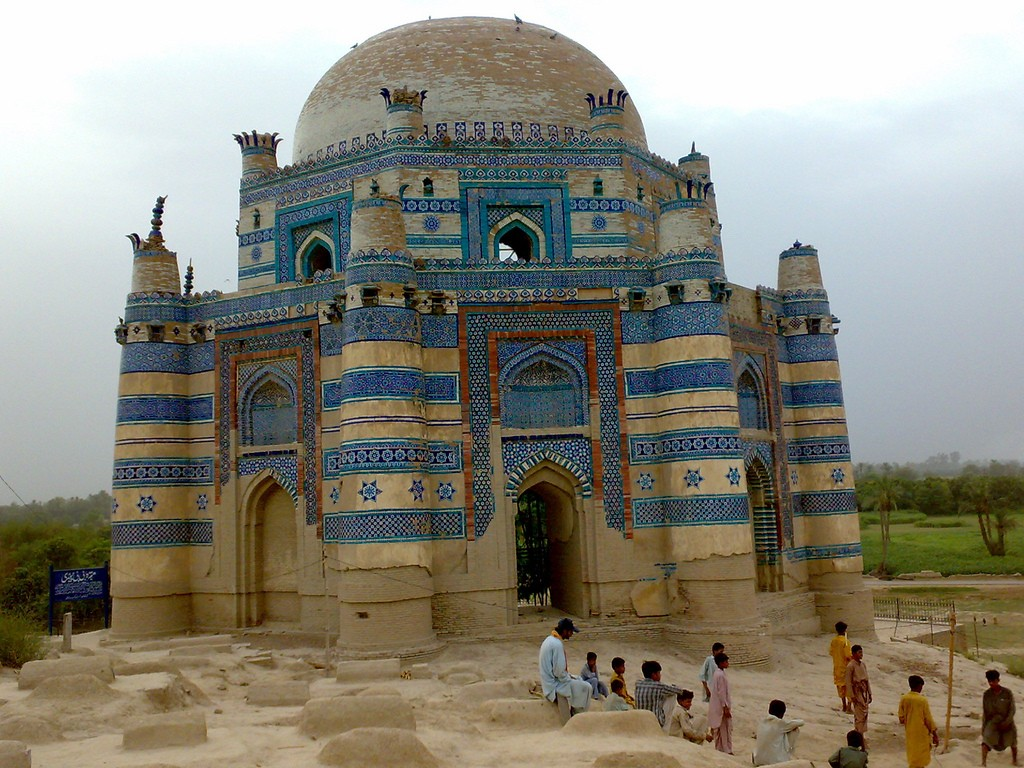
Вид на гробницю Бібі Джавінді
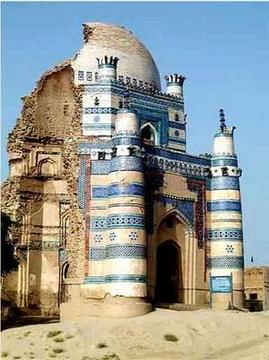
Вид на зруйновану сторону гробниці
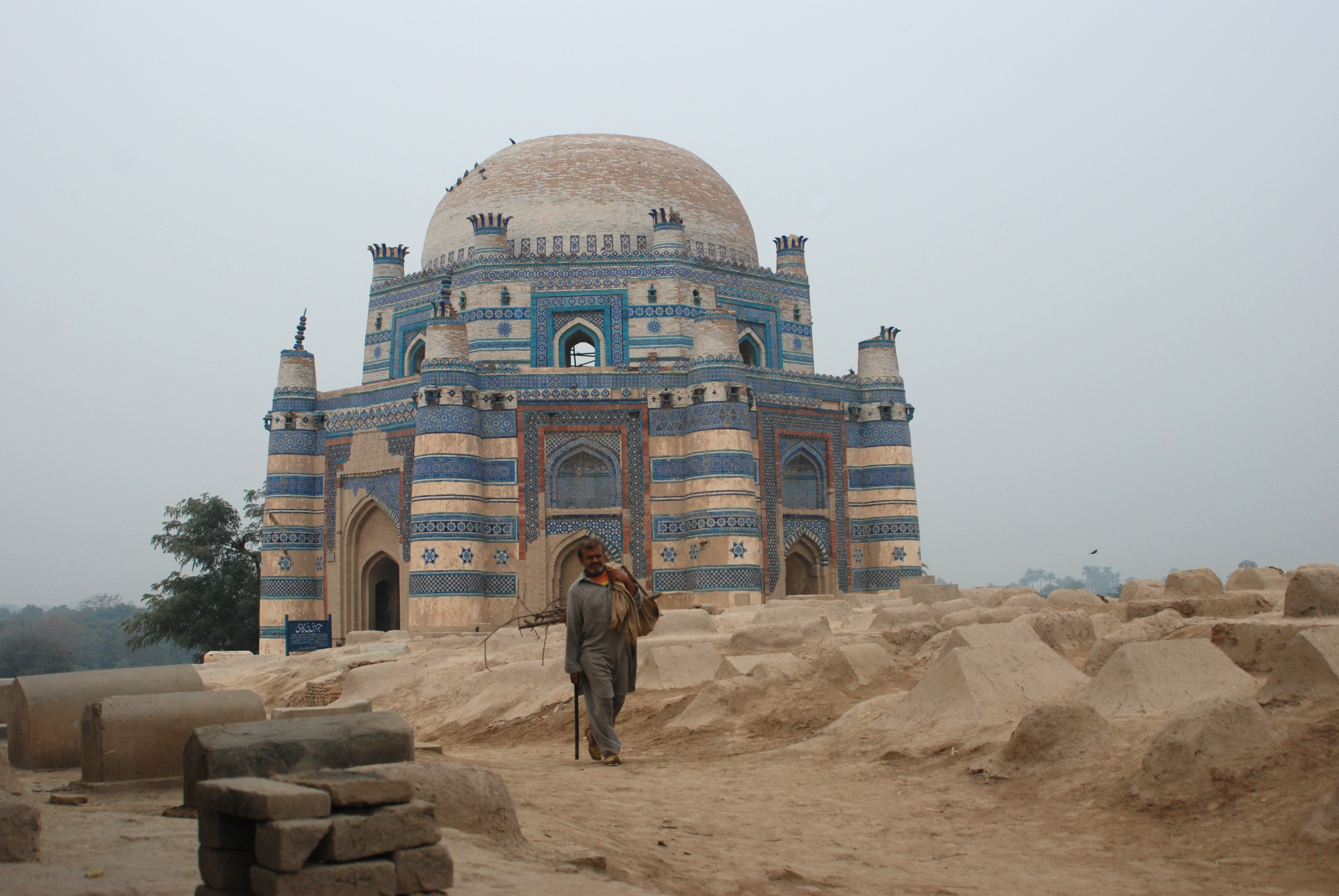
Гробниця Бібі Джавінді в 2013 році
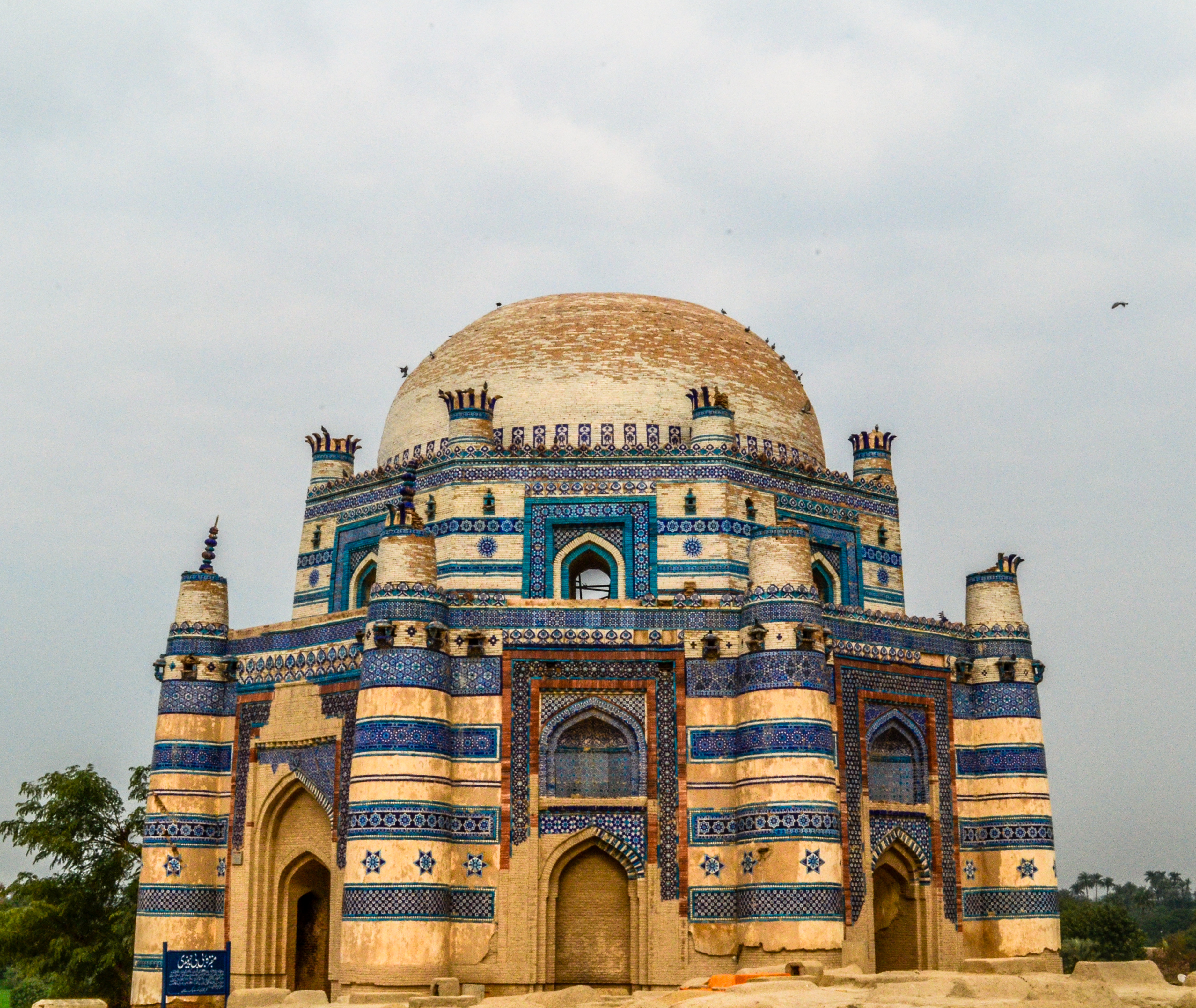
Передня сторона гробниці Бібі Джавінді